# Liste der Torschützen für die Turks- und Caicosinseln (Fußball)

Logo des TCIFA

In der folgenden Liste sind alle Nationalspieler der Turks- und Caicosinseln gelistet, die ein Tor erzielen konnten.

## Liste
| 26. Februar 1999       | Karibikmeisterschaft 1999                   | Thomas A. Robinson National Stadium, Nassau, Bahamas (N)              | Amerikanische Jungferninseln | 2:2 | Christopher Bryan (2×)                                |
| 25. September 2000     | Freundschaftsspiel (Inoffiziell)            | Truman Bodden Sports Complex, George Town, Kaimaninseln (A)           | Kaimaninseln U-21            | 5:0 | Sadraq Mondestin (3×), Maxime Fleuriot, Damion Palmer |
| 29. September 2000     | Western Union Super Cup (Inoffiziell)       | Truman Bodden Sports Complex, George Town, Kaimaninseln (N)           | Harbour View FC              | 1:8 | Edrice Aristilde                                      |
| 4. September 2006      | Karibikmeisterschaft 2007                   | Estadio Pedro Marrero, Havanna, Kuba (N)                              | Kaimaninseln                 | 2:0 | Gavin Glinton, Maxime Fleuriot                        |
| 6. September 2006      | Karibikmeisterschaft 2007                   | Estadio Pedro Marrero, Havanna, Kuba (N)                              | Bahamas                      | 2:3 | Gavin Glinton (2×)                                    |
| 6. Februar 2008        | Qualifikation zur WM 2010                   | TCIFA National Academy, Providenciales, Turks- und Caicosinseln (H)   | St. Lucia                    | 2:1 | David Lowery, Gavin Glinton                           |
| 3. Juni 2014           | Qualifikation zur Karibikmeisterschaft 2014 | Complejo Deportivo Guillermo Próspero Trinidad, Oranjestad, Aruba (N) | Britische Jungferninseln     | 2:0 | Marc Fenelus, Stevens Derilien                        |
| 23. März 2015          | Qualifikation zur WM 2018                   | Warner Park Sporting Complex, Basseterre, St. Kitts und Nevis (A)     | St. Kitts und Nevis          | 2:6 | Billy Forbes, Thrizen Leader (Eigentor)               |
| 26. März 2015          | Qualifikation zur WM 2018                   | TCIFA National Academy, Providenciales, Turks- und Caicosinseln (H)   | St. Kitts und Nevis          | 2:6 | Widlin Calixte (2× per Elfmeter)                      |
| Stand: 11. August 2016 |                                             |                                                                       |                              |     |                                                       |

| Bedeutung der Farben: |               |
|                       |               |
|                       | Sieg          |
|                       | Unentschieden |
|                       | Niederlage    |
|                       |               |

## Torschützenliste
| 1.                     | Gavin Glinton     | 4 |
| 2.                     | Christopher Bryan | 2 |
| 2.                     | Widlin Calixte    | 2 |
| 3.                     | Maxime Fleuriot   | 1 |
| 3.                     | David Lowery      | 1 |
| 3.                     | Marc Fenelus      | 1 |
| 3.                     | Stevens Derilien  | 1 |
| 3.                     | Billy Forbes      | 1 |
| Stand: 11. August 2016 |                   |   |

Anmerkung: Da die Partie gegen die U-21 der Kaimaninseln kein offizielles Länderspiel war, sind die Tore von Sadraq Mondestin, Maxime Fleuriot und Damion Palmer in der Liste nicht aufgeführt. Ebenfalls nicht aufgeführt ist das Tor von Edrice Aristilde, da der Western Union Cup 2000 ein von der FIFA nicht anerkanntes Turnier ist.